# Takuya Takei
Takuya Takei (武井 択也 Takei Takuya?), född 25 januari 1986 i Tochigi prefektur, är en japansk fotbollsspelare.
Takei började sin karriär 2008 i Gamba Osaka. Med Gamba Osaka vann han AFC Champions League 2008 och japanska cupen 2008, 2009. 2014 flyttade han till Vegalta Sendai. Efter Vegalta Sendai spelade han för Matsumoto Yamaga FC. Han avslutade karriären 2017.